# Setia
Setia (indonez. Kecamatan Setia) – kecamatan w kabupatenie Aceh Barat Daya w okręgu specjalnym Aceh w Indonezji.
Kecamatan ten znajduje się w północnej części Sumatry, nad Oceanem Indyjskim. Od północnego zachodu graniczy z kecamatanem Blang Pidie, od wschodu i południa z kecmatanem Tangan-Tangan. Przebiega przez niego droga Jalan Lintas Barat Sumatrea.
W 2010 roku kecamatan ten zamieszkiwało 7 461 osób, z których wszyscy stanowili ludność wiejską. Mężczyzn było 3 786, a kobiet 3 675. 7 364 osoby wyznawały islam.
Znajdują się tutaj miejscowości: Alue Dama, Lhang, Pesisir Mon Mameh, Pisang, Rambong, Tangan Tangan Cut, Ujung Tanah.